# Codexul Dresden

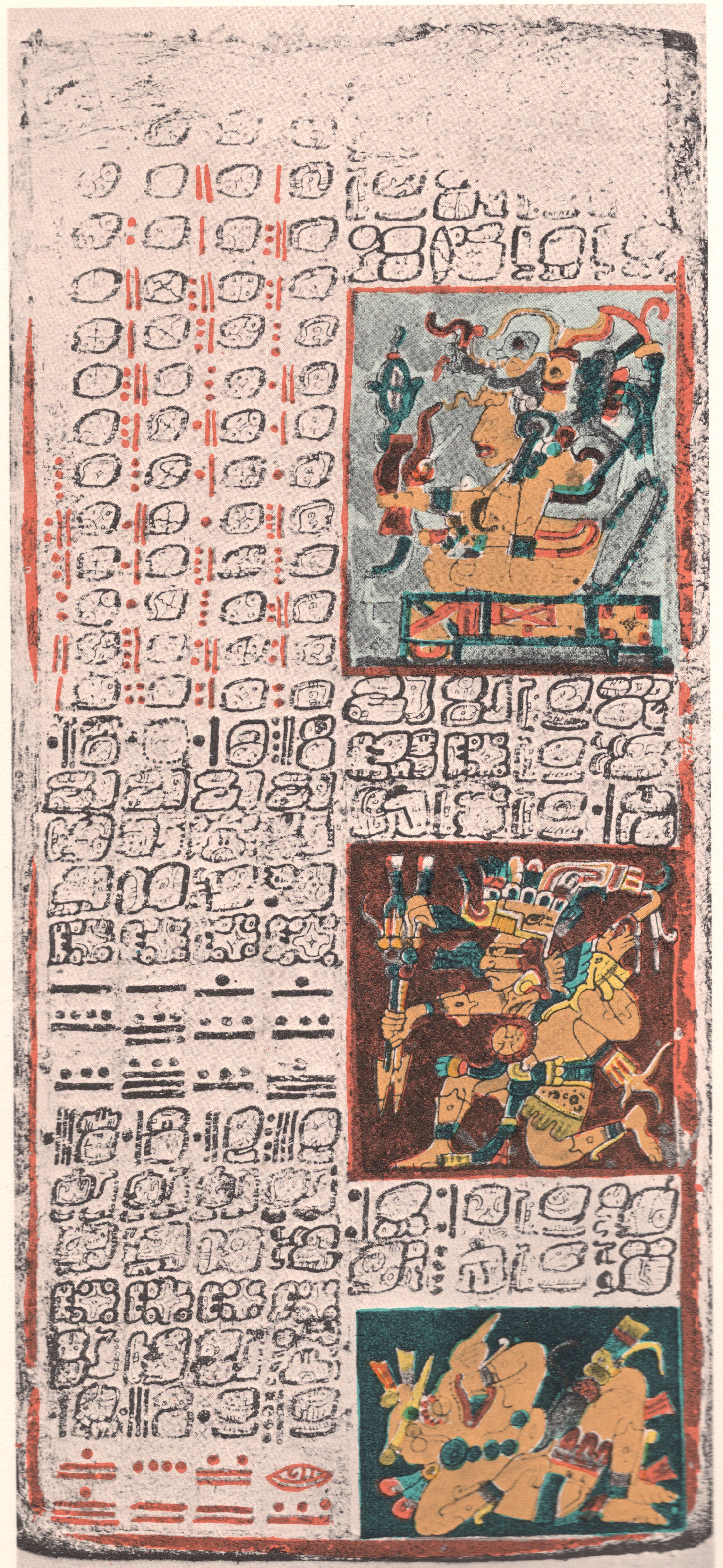
Codexul Dresden, pagina 2.

Codexul Dresden (nume alternativ: Codex Dresdensis) este o carte precolumbiană a civilizației mayașe, din secolele al XI-lea & al XII-lea. Codexul mayaș este considerat a fi o copie după textul original, cu patru sute de ani mai vechi. Istoricii spun că este cea mai veche carte scrisă cunoscută din cele două Americi.

## Istoria
Johann Christian Gotze, director al Bibliotecii regale din Dresda, Germania, a achiziționat acest codex de la un proprietar privat din Viena, în 1739. Cum a ajuns acest codex în Viena este o enigmă, dar se presupune că a fost trimis de Fernando Cortés ca un cadou din partea regelui Charles I al Spaniei în 1519. Charles l-a numit pe Cortés guvernator și căpitan general al teritoriului mexican nou cucerit. Codexul a fost în Europa de atunci.
În 1810, Alexander von Humboldt a publicat cinci pagini din Codex Dresda în atlasul său numit Vues des Cordillères et Monuments des Peuples Indigènes de l’Amérique . Biblioteca de Stat a Saxoniei, Biblioteca Regală din Dresda, publică pentru prima dată Codexul în 1848. Abia în 1853 Charles Étienne Brasseur de Bourbourg a identificat Codexul Dresda ca fiind un manuscris Maya.
În 1835, Codexul a fost plasat între panouri de sticlă în două părți care măsuară 1,85 metri și 1,77 metri în lungime.
Între 1880 și 1900, bibliotecarul Ernst Wilhelm Förstemann din Dresda a reușit descifrarea secțiunii calendar. Alte părți ar putea fi decodate cu ajutorul alfabetului Landa, dezvoltat mai devreme de Diego de Landa.
Această bibliotecă unde a fost ținut Codexul a fost bombardată și a suferit daune grave în timpul bombardării orașului Dresda în al Doilea Război Mondial. Codex Dresda a fost puternic deteriorat de apă dar a fost restaurat meticulos.

## Descriere
Codex Dresda este considerat cel mai cuprinzător dintre cele trei manuscrise mayașe autentice. Numele codicelor indică unde sunt adăpostite.